# Dworzec Marchijski we Wrocławiu

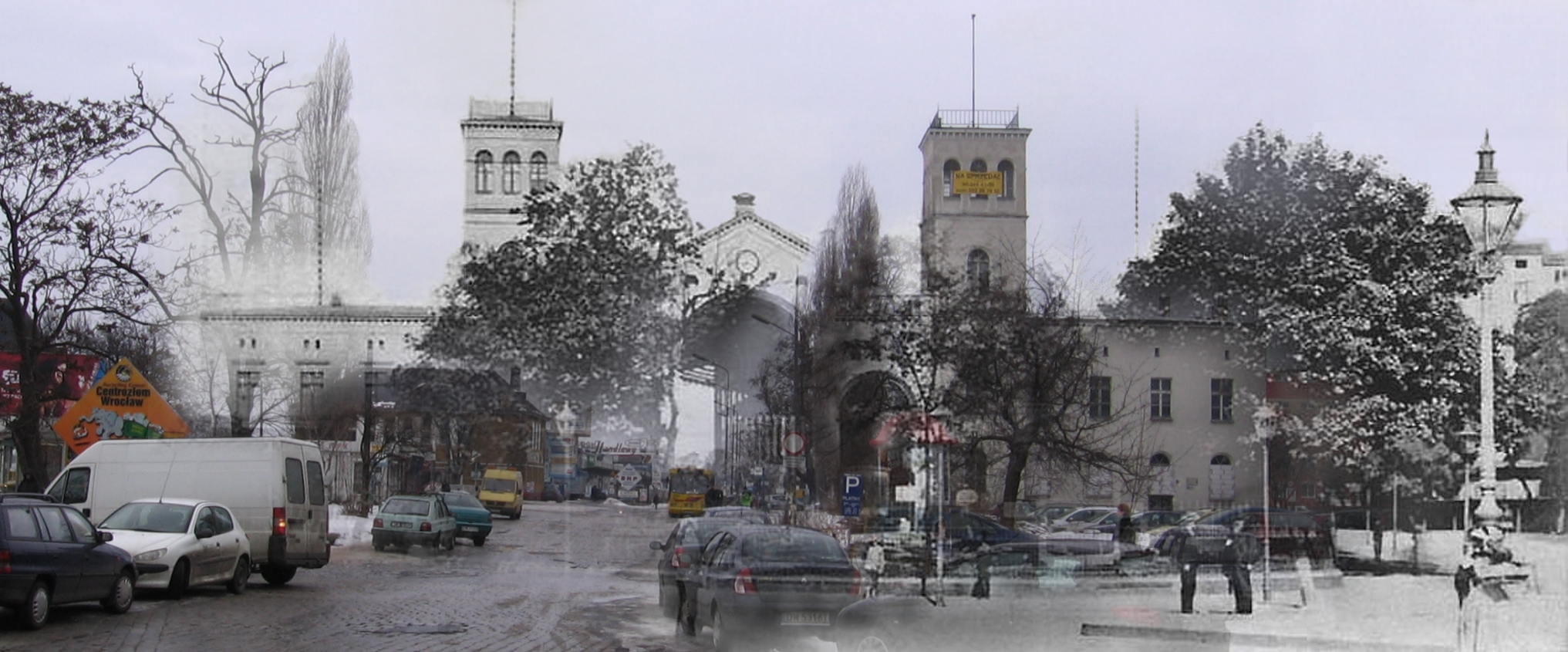
Widok z 1902 nałożony na współczesne zdjęcie

Dworzec Marchijski lub Dworzec Dolnośląsko-Marchijski (niem. Niederschlesisch-Märkischer Bahnhof) we Wrocławiu – dawny dworzec kolejowy wybudowany przez Towarzystwo Kolei Dolnośląsko-Marchijskiej (niem. Niederschlesisch-Märkische Eisenbahn) i otwarty 18 października 1844. Projektantem dworca był architekt Julius Manger. Rozpoczynająca się na dworcu kolej łączyła Dolny Śląsk (Wrocław, Legnicę, Bolesławiec Węgliniec, Lubsko i Gubin) z Berlinem (Marchia Brandenburska), a od 1 września 1847 dodatkowym 28-kilometrowym łącznikiem także ze Zgorzelcem.

## Historia
Wraz z wybudowanymi rok wcześniej (w 1843) Dworcem Świebodzkim oraz ćwierć wieku później Dworcem Miejskim Kolei Prawego Brzegu Odry (niem. Rechte-Oder-Ufer Stadt Bahnhof), Dworzec Marchijski stanowił ważny węzeł komunikacyjny łączący Wrocław z miejscowościami położonymi na zachód i północ. Wszystkie te dworce umieszczone były w bardzo niewielkiej od siebie odległości przy ówczesnym placu Berlińskim (przy dzisiejszych ulicach Braniborskiej i Robotniczej oraz placu Orląt Lwowskich) i były dworcami czołowymi. Pociągi wjeżdżały na te dworce tylko od zachodu i odjeżdżały również tylko na zachód.
Dworzec Dolnośląsko-Marchijski składał się z dwóch historyzujących wież z przylegającymi do nich budynkami, w stylu neorenesansowej willi włoskiej; pomiędzy wieżami rozpięta była trójnawowa hala mieszcząca dwa perony oraz cztery tory pośrodku, z trzema arkadami od strony fasady dworca. Nie zastosowano jednak hali na całą długość składu, a kontynuacją bramy były niskie wiaty peronowe. Północny peron był odjazdowy i przylegało do niego większe północne skrzydło budynku służące do odprawiania podróżnych, a południowy peron był przyjazdowy i przylegało do niego mniejsze skrzydło. Łuk nad środkową nawą ozdobiony był od strony miasta dwiema wieżyczkami i umieszczonym centralnie zegarem. Lokomotywa, po wprowadzeniu na peron składu wagonów była od wagonów odczepiana, jechała kilkadziesiąt metrów dalej na wschód przed fasadę dworca, gdzie znajdowała się obrotnica, na której lokomotywę zawracano i puszczano środkowym torem z powrotem tak, aby następnie można ją było podczepić z drugiej strony składu. Do lat 60. XIX wieku funkcję obrotnicy przejęły umieszczone przed nią rozjazdy. Pierwsze połączenie, 18 października 1844, uruchomiono z tego dworca do Legnicy; niemal dokładnie rok później 1 października 1845 – do Bolesławca, 1 września 1846 – do Frankfurtu nad Odrą i Berlina.
Rozbudowa torów łączących te dworce z Dworcem Górnośląskim (najpierw, przez trzy lata od kwietnia 1847, wagony przetaczano przy pomocy koni), położonym 3 kilometry na wschód systematycznie zmniejszało liczbę pasażerów korzystających z tych stacji, a zastąpienie w 1857 Górnośląskiego większym odeń Dworcem Głównym przyspieszyło ten proces tak, że pod koniec XIX wieku dworzec Marchijski połączony został ze znajdującym się tuż obok na północ dworcem Prawobrzeżnym („wchłonął” go zachowując swą nazwę). Nieco później, w 1904 rozbudowany o cztery perony Dworzec Główny zdominował kolejowy ruch pasażerski w lewobrzeżnym Wrocławiu pozostawiając jednak jego część Świebodzkiemu i Marchijskiemu. Od 1908 ruch na Marchijskim ograniczał się jednak już tylko do obsługi podmiejskiej linii do położonej wówczas poza granicami miasta Leśnicy. Rok później, od 1909 jako Güter-Bahnhof-West (Dworzec Towarowy Zachód) stracił całkowicie znaczenie jako stacja pasażerska na korzyść pobliskiego (200 metrów) Dworca Świebodzkiego, a jego funkcje towarowe ograniczały się do przeładunków lokalnych, kierowanych tu ze stacji rozrządowej w Gądowie. Na przełomie lat dwudziestych i trzydziestych południowe skrzydło dworca i centralną halę zdemontowano. Güter-Bahnhof-West wykorzystywany był jeszcze w latach trzydziestych, a nawet czterdziestych i w pierwszej połowie pięćdziesiątych: instalacje kolejowe tego dworca, pod nazwą „Wrocław Zachodni” służyły miastu do transportu zaopatrzenia i wywozu ze zrujnowanego po wojnie miasta wszelkiego gruzu, złomu i odpadów, a także pochodzących z rozbiórek cegieł. Pod koniec 1948 do Pafawagu przy ulicy Robotniczej (niem. Märkische Straße) doprowadzono linię tramwajową wykorzystując częściowo torowisko Kolei Marchijskiej, a wkrótce potem połączono obie sieci torów i zainstalowano tam (w pobliżu skrzyżowania z ul. Śrubową) stacjonarne urządzenia do rozładunku wagonów tramwajowych bezpośrednio z platform kolejowych.
W następnych dziesięcioleciach rozebrano torowiska i wszelkie instalacje kolejowe w obrębie tego dworca, a okoliczne tereny częściowo zabudowano, na ogół obiektami tymczasowymi (kioski, magazyny), albo pozostawiono jako place targowe, parkingi lub nieużytki. Później rozebrano również większość odcinka torów prowadzących z Dworca Marchijskiego wzdłuż ul. Robotniczej, łącznie z terminalem kolejowo-tramwajowym; cały ten pas pozostawał aż do drugiej dekady XXI wieku zdewastowany, pozostałe gdzieniegdzie kilkudziesięciometrowe odcinki torowiska nie nadawały się już do użytku. Dopiero w 2019 roku rozpoczęła się inwestycja, której celem ma być stworzenie połączenia tramwajowego placu Orląt Lwowskich z osiedlem Nowy Dwór, częściowo wykorzystująca obszar, którym biegły tory Kolei Marchijskiej.
W roku 1985 budynek wpisano do rejestru zabytków; przez lata dziewięćdziesiąte ówczesny właściciel – Kasa Rolniczego Ubezpieczenia Społecznego – nosił się z zamierzeniem odremontowania obiektu, zamierzenie to jednak nie zostało zrealizowane. Przejęty przez wojewodę przekazany został w 1999 starostwu powiatowemu. W 2006 roku, w celu zabezpieczenia przed zaprószeniem przez bezdomnych ognia w opuszczonym i niezagospodarowanym obiekcie o drewnianych stropach, zamurowano okna na parterze budynku.

## Galeria

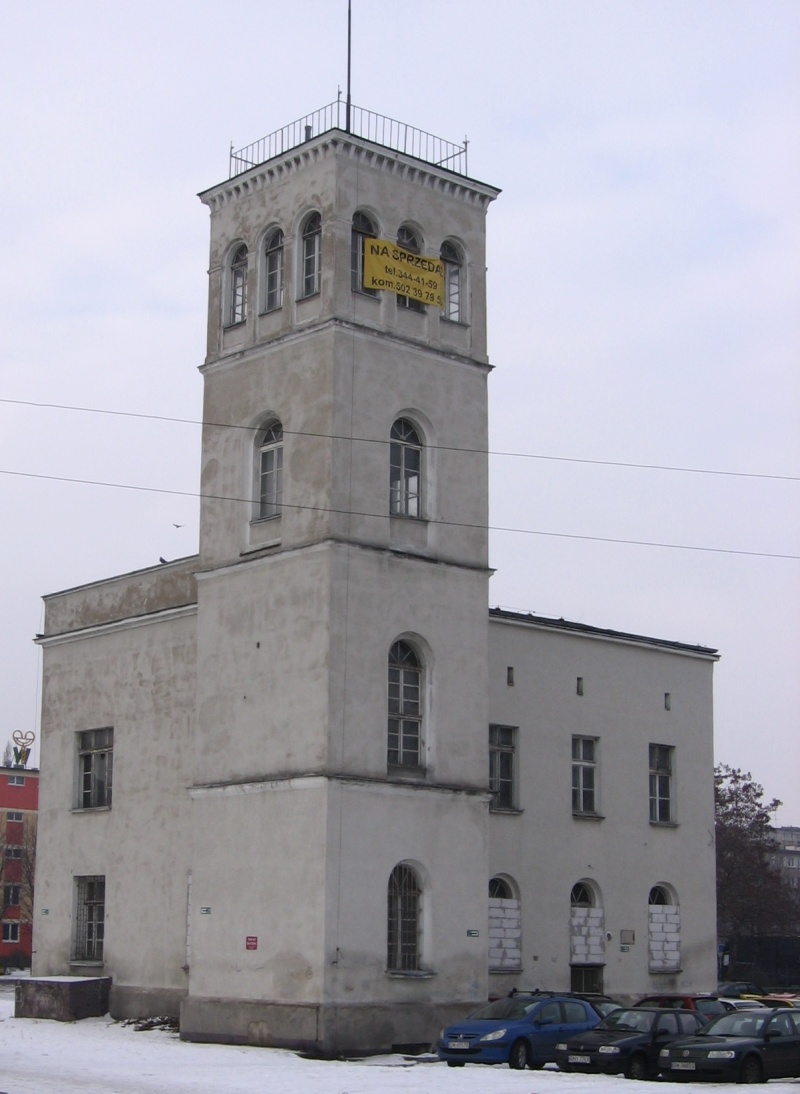
Fragment (skrzydło północne, „prawe” patrząc od wschodu) budynku Dworca Marchijskiego ocalały po rozbiórce po I wojnie światowej, stan w 2006
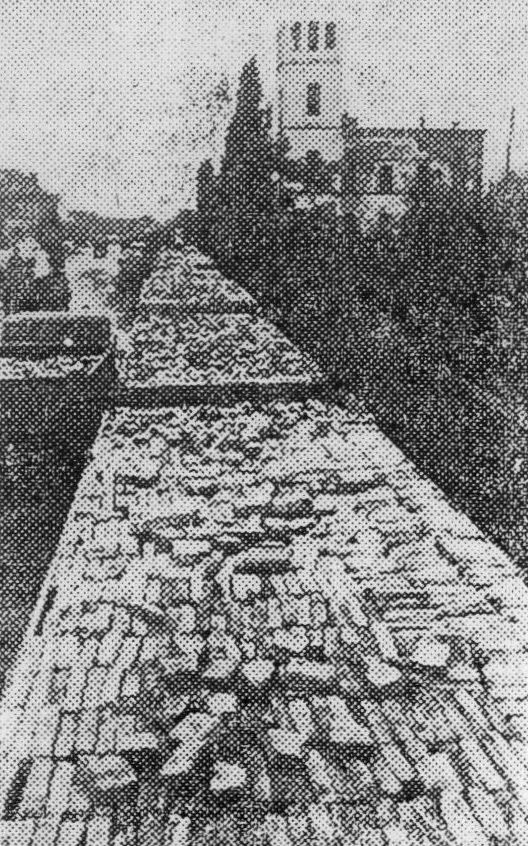
Wywóz ze zrujnowanego po wojnie Wrocławia wagonów pełnych cegieł z bocznic przy Dworcu Świebodzkim (tzw. Wrocław Zachodni); w głębi pozostałość budynku Dworca Marchijskiego
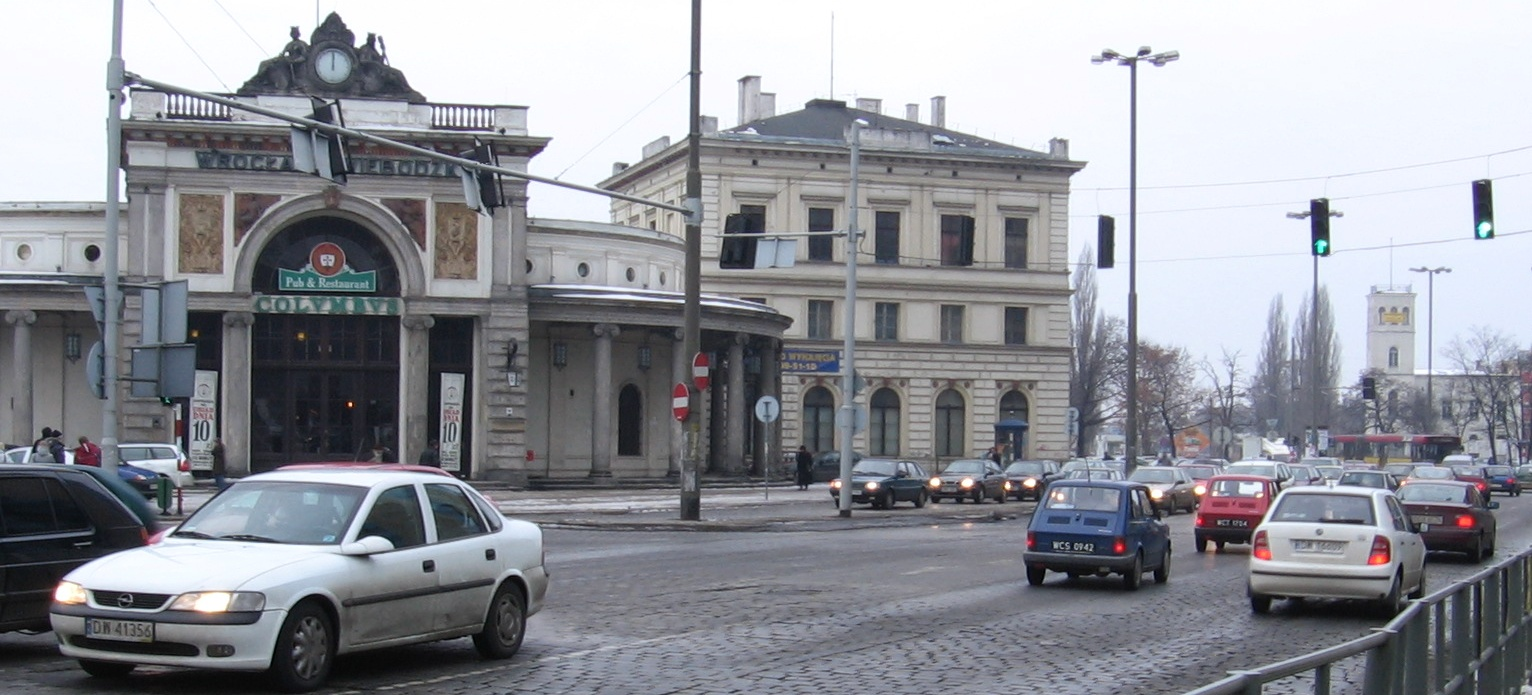
Pozostałość po Dworcu Marchijskim (w głębi po prawej) i Dworzec Świebodzki (po lewej)
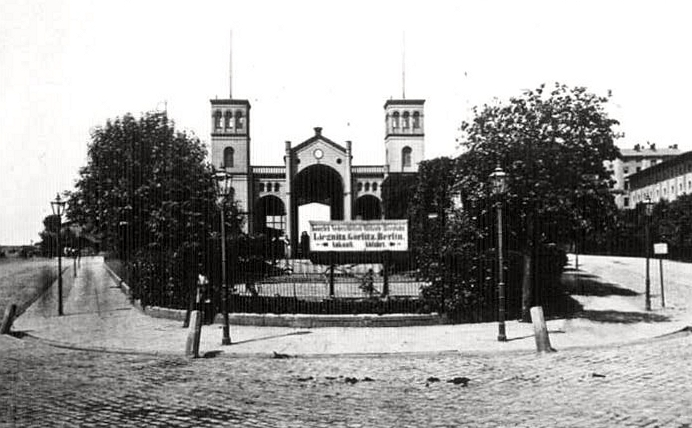
Dworzec Marchijski około 1880, widok od wschodu